# 五一镇 (坦波夫州)
五一镇（羅馬化：Pervomayskiy）是俄罗斯坦波夫州的市级镇，为该州五一镇区行政中心及规模最大聚居地。地处坦波夫州西北部，位于州府坦波夫西北方，北距坦波夫州与梁赞州州界约8公里。
镇内设有铁路车站博戈亚夫连斯克站。R22公路（里海公路）从该镇西侧经过。
该地2022年人口有10,911人；2010年人口12,654；2002年人口13,748；1989年人口13,767。